# Biedermeier
El terme Biedermeier designa les obres en els camps de la literatura, música, arts plàstiques i disseny a Alemanya i Àustria, en el període comprès entre l'any 1815 (Congrés de Viena), final de les Guerres Napoleòniques, i 1848, l'any de les Revolucions Europees, i que contrasta amb l'era romàntica que el va precedir. En política, està lligat a la restauració alemanya i al desenvolupament dels Estats alemanys després de la derrota de Napoleó i del Congrés de Viena.
Com a Biedermeier es qualifica una part de la cultura, la literatura i l'art burgesos apareguts a l'època, sovint menyspreats per «convencionals» i «conservadors». La restricció de les llibertats i, sobretot, una certa desconfiança pel que feia a l'acció política, van provocar un replegament dels artistes envers l'esfera privada, la família i la llar. El refugi en l'harmonia domèstica serà en conseqüència el tema típic del Biedermeier. Ja el poeta Jean Paul parlava de «felicitat total en la limitació», i el secretari de Goethe, Johann Peter Eckermann, creia reconèixer «una realitat pura a la llum de les coses senzilles».
En literatura, el Biedermeier conservador s'oposa a la "Jove Alemanya" (Vormärz), corrent de tendència revolucionària que es va desenvolupar a partir de l'any 1830.

## Origen del terme «Biedermeier»
El terme «Biedermeier» no va ser utilitzat fins a l'any 1900. Prové del pseudònim Gottlieb Biedermeier, que el jurista i escriptor Ludwig Eichrodt i el doctor Adolf Kußmaul van utilitzar a partir de 1855 per publicar diversos poemes a les Fliegende Blätter muniqueses, parodiant en part les poesies del mestre d'escola rural Samuel Friedrich Sauter. El nom el van prendre de dos poemes: Biedermanns Abendgemütlichkeit (La felicitat vespertina de Biedermann) i Bummelmaiers Klage (El plany de Bummelmaier), publicats l'any 1848 per Joseph Victor von Scheffel a la mateixa revista. Fins a 1869 hom va escriure «Biedermaier», i a partir d'aleshores es va començar a usar l'«ei». El fictici senyor Biedermeier era un mestre d'escola rural suau, poeta, i d'esperit simple, al qual segons Eichrodt «el seu petit habitatge, el seu minso jardí, el seu insignificant poblet i el pobre destí de mestre d'escola menyspreat li proporcionaven la felicitat terrenal». A les "seves" obres es caricaturitzava la probitat, la gasiveria i les posicions apolítiques de gran part de la petita burgesia.
Si bé és cert que el poeta revolucionari Ludwig Pfau havia escrit l'any 1847 un poema titulat Herr Biedermeier, en què denunciava la mediocritat i la duplicitat moral, començant amb els versos:
«Schau, dort spaziert Herr Biedermeier
und seine Frau, den Sohn am Arm;
sein Tritt ist sachte wie auf Eier,
sein Wahlspruch: Weder kalt noch warm.»
«Per allà es passeja el senyor Biedermeier
i la seua muller, amb l'infant al braç;
llur pas és acurat com sobre ous,
el seu lema: ni fred, ni calor.»
Eichrodt no n'hauria tingut coneixença fins molt després de la publicació dels seus propis poemes Biedermeier, tot i que no es pot verificar completament aquest fet.
A partir de 1900, el terme Biedermeier esdevingué pràcticament neutre, sinònim de la nova cultura burgesa centrada en un mateix i en la vida privada que va marcar el període de pau abans dels grans conflictes bèl·lics. Així mateix, va acabar designant, en sentit ampli, l'art, la literatura i la moda d'aquesta època, i en especial el mobiliari.

## La situació política

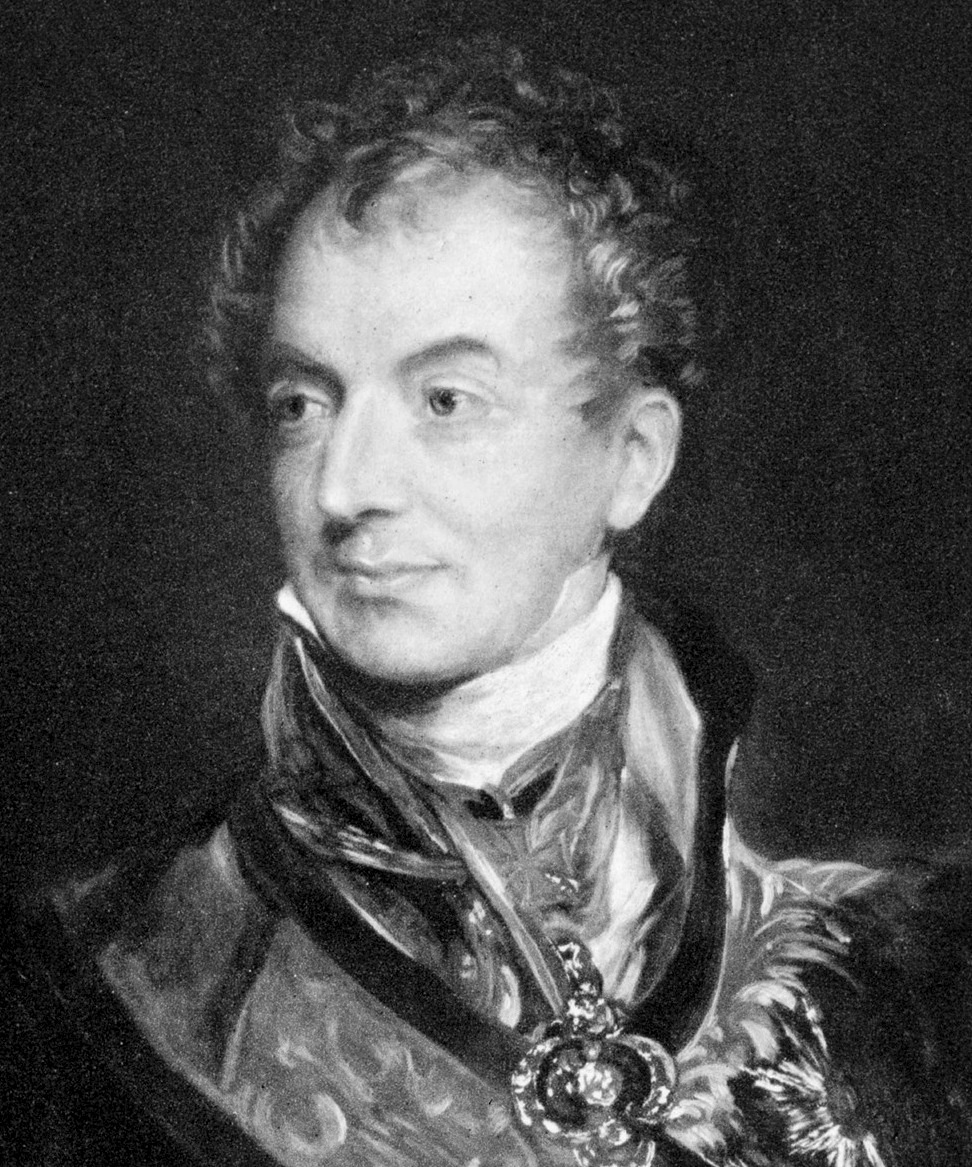
Metternich a l'època del Congrés de Viena

Després de la caiguda de Napoleó a la batalla de Waterloo i del seu desterrament, les resolucions negociades al Congrés de Viena es van posar en pràctica. Un nou ordre s'establia a Europa, segons les idees directrius de la Restauració. Amb aquest objectiu, el monarca conservador Francesc I d'Àustria, el tsar Alexandre I de Rússia i el rei Frederic Guillem III de Prússia van tancar un pacte. De fet, van ser empesos per l'espectre de la Revolució Francesa, de la qual volien evitar-ne a qualsevol cost la repetició.
El príncep Metternich, renà de naixement però al servei de l'emperador d'Àustria, va tenir un paper polític de primera magnitud. Va fer adoptar els anomenats «decrets de Karlsbad» de 1819, que restringien àmpliament les activitats polítiques. Va ser introduïda un censura estricta de totes les publicacions, incloses les obres musicals. Escriptors com Heinrich Heine i Georg Büchner van haver d'emigrar, igual que Karl Marx, llavors redactor en cap del Rheinische Zeitung a Colònia.
Sense els decrets de Karlsbad, l'època Biedermeier seria impensable. Per tant, fora d'Alemanya i d'Àustria, no existeix un terme homòleg a Biedermeier, perquè el desenvolupament de la societat va prendre altres vies.

## Literatura

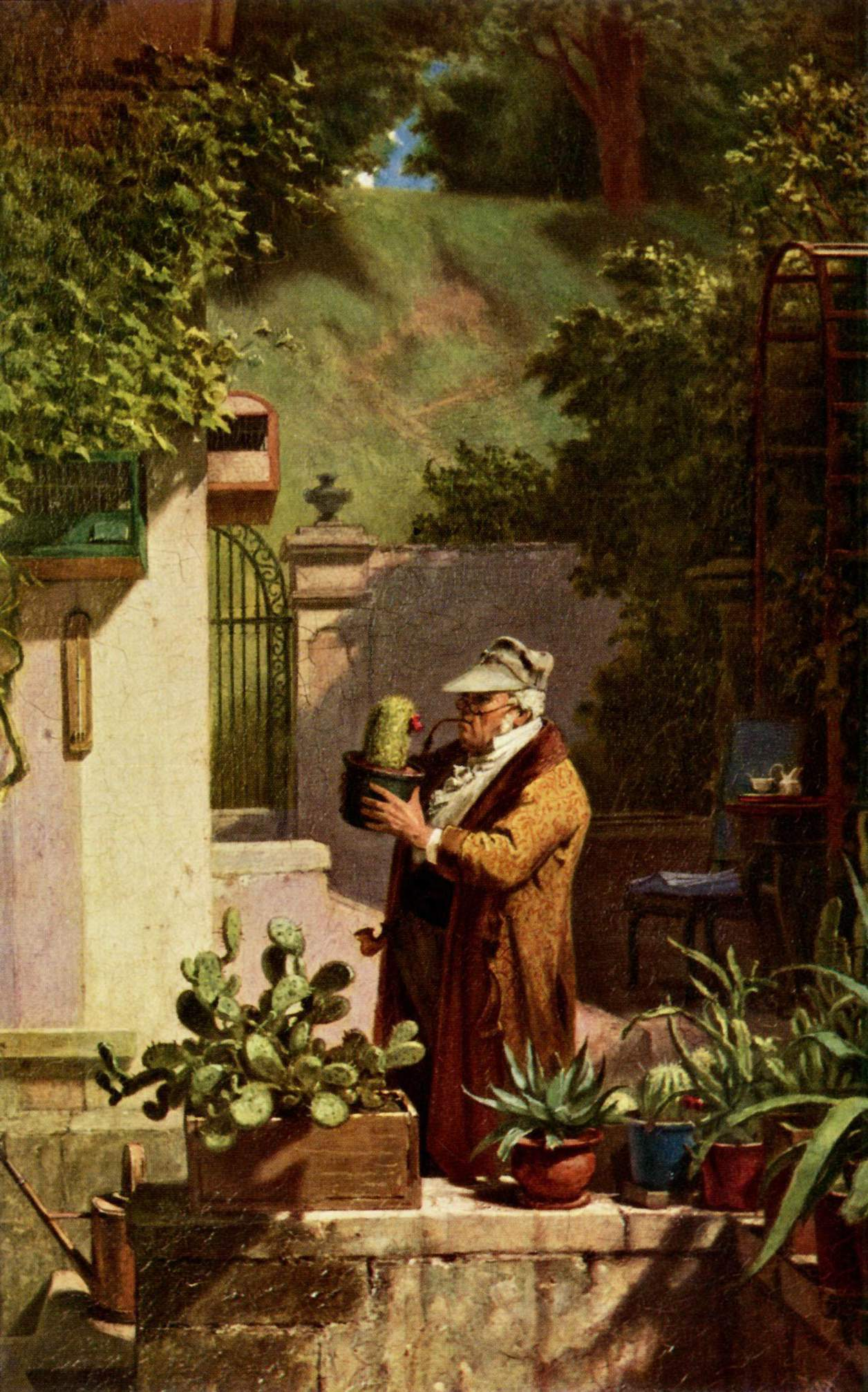
Carl Spitzweg «L'Amic dels cactus» - paròdia d'una vida acomplida

L'home de l'època Biedermeier vist pels caricaturistes està despolititzat, és un petit burgés amb aspiracions ingènues i respectuoses amb les autoritats, a més de ser un maniàtic de l'harmonia. Aquestes, i altres característiques de la mateixa mena han quedat lligades a la literatura Biedermeier fins als nostres dies, com a Der Traum eines Lebens (El somni d'una vida) de Franz Grillparzer, que avui dia difícilment pot ser llegit sense ironia :
«Eines nur ist Glück hienieden,
Eins: des Innern stiller Frieden
Und die schuldbefreite Brust!
Und die Größe ist gefährlich,
Und der Ruhm ein leeres Spiel,
Was er gibt, sind nicht'ge Schatten,
Was er nimmt, es ist so viel!»
«Una sola felicitat en la terra,
Una: la tranquil·la pau interior
I el cor innocent !
I la grandesa es perillosa,
I la glòria un joc va,
El que dona, espectres fútils,
El que pren, tan desmesurat!»
Cal constatar que alguns autors de l'època Biedermeier estaven motivats per una opinió conservadora o fins i tot reaccionària, i que deploraven la pèrdua de la vida simple i harmoniosa, en un món cada vegada més marcat per la industrialització i la urbanització associada. Per això, la literatura Biedermeier, com potser ja havia passat amb el Romanticisme, crea un món fictici que se separa dels esdeveniments contemporanis, reflectint així una societat alienada i buida de sentit, que s'evadeix vers un retorn a una vida i una creació primàries. Els autors del Biedermeier, contràriament als romàntics que van ser majoritàriament membres de la noblesa, pertanyien a la burgesia, sovint d'extracció més aviat modesta.
La Natura no era per als poetes Biedermeier un món on projectar els mals universals o interiors, sinó el símbol del Bé i de la Creació. L'aparició dels viatges d'exploració va servir per a legitimar cadascun dels elements d'aquesta Natura, els quals per descomptat van ser col·leccionats, catalogats i exposats a les cases. I com aquesta revalorització conduïa precisament a la qualitat de creador del Déu cristià, la religió no la va combatre, ben al contrari, va encoratjar la curiositat empírica. La crítica al lliurament a les passions engendrà un elitisme que s'oposava a la lleugeresa i la disbauxa.
Stifter ho va anomenar la «dolça llei»:
| « | […] Tal és la natura exterior, tal és també la interior, la del gènere humà. Una vida sencera de probitat, de simplicitat, de submissió de l'ego, de judici moderat, d'activitat limitada al seu entorn, d'admiració de la bellesa, seguida d'una mort tranquil·la i serena, això és gran per a mi; els forts moviments de l'ànima, els esglaiadors rampells que en sorgeixen, el desig de venjança, l'esperit inflamat que aspira a l'acció i cau, canvia, destrueix, i en l'agitació llança tan sovint la pròpia vida, això no és més gran per a mi, ben al contrari és dolent, perquè al remat no són més que productes de forces aïllades i unilaterals, com les tempestes, el volcans i els terratrèmols. Nosaltres volem intentar percebre la dolça llei per la qual s'ha de guiar el gènere humà. […] És […] la llei de la probitat, la llei dels hàbits, la llei que vol que tothom visca respectat, honorat i segur al costat de l'altri, que puga seguir la seua via humana superior, guanyar l'amor i l'admiració dels seus semblants, que hom tinga cura d'ell com d'un tresor, atès que cada nome és un tresor per als altres. Aquesta llei val pertot arreu, allà on els homes visquen en comunitat. » (Avant-proposta a Bunte Steine, 1853) | » |

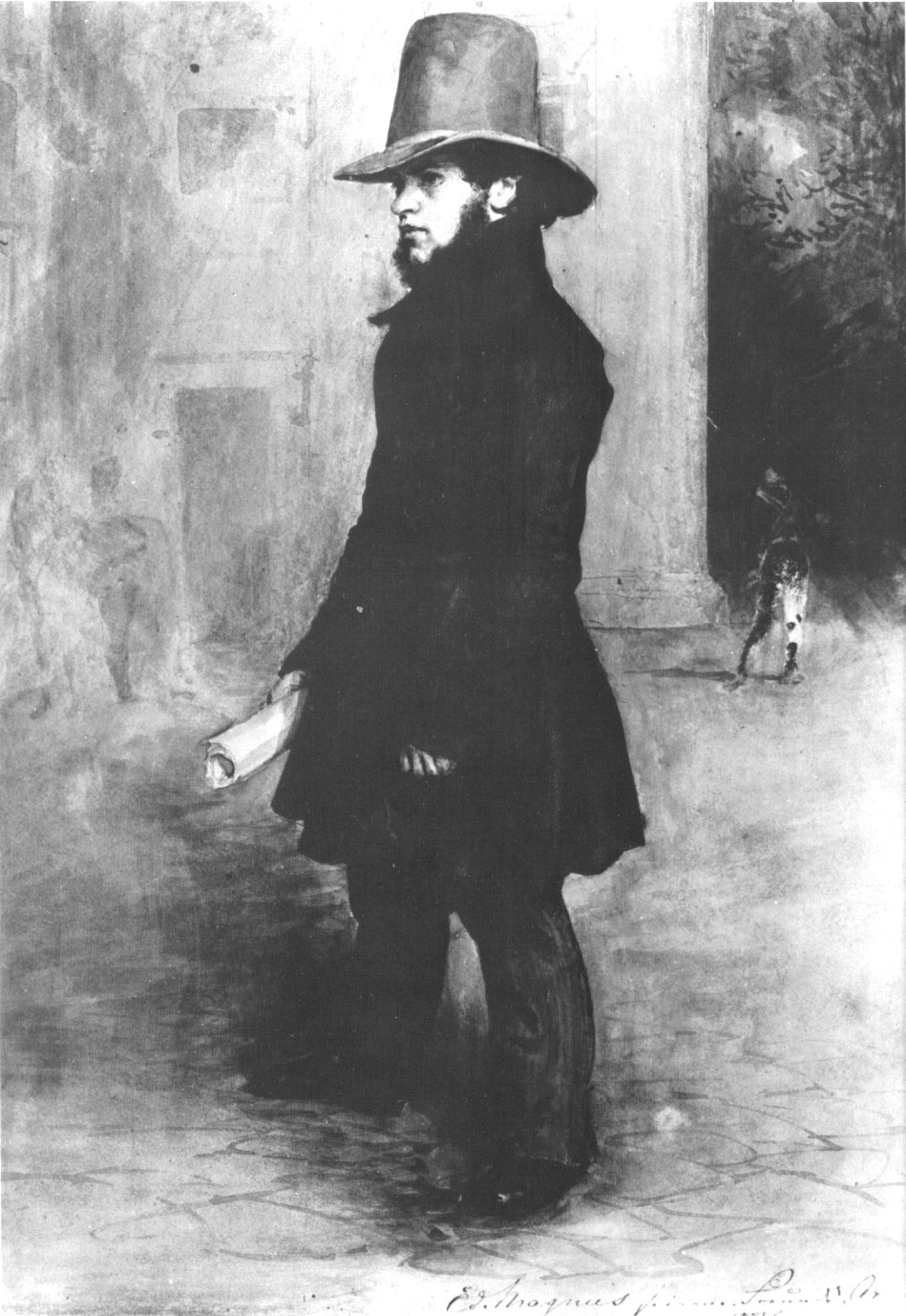
Adolph von Menzel amb barret de castor, 1837, aquarel·la d'Eduard Magnus

Generalment es considera l'obra d'Adalbert Stifter com fonamental d'aquest període. La seua primera novel·la, L'Estiu de Sant Martí (Der Nachsommer, que ell mateix va qualificar de «relat»), no publicada fins a l'any 1857, va ser considerada immediatament com la quinta essència de l'època Biedermeier. Stifter va influir també en Peter Rosegger i Ludwig Ganghofer, en Paul Heyse, Gustav Freytag i Ernst Wildenbruch, així com en el corrent alemany del Realisme que el va succeir, amb Theodor Storm i Theodor Fontane, i a través d'aquests en Thomas Mann i Hermann Hesse.
L'obra de Stifter, que va provocar no poques controvèrsies, presenta igualment elements que ultrapassen ja la temàtica del Biedermeier. Així per exemple, hom roba a la novel·la Brigitta, a més d'un fatalisme a l'estil de Sòfocles, una emancipació legal de la dona.
Altres escriptors adscrits més o menys a l'estil Biedermeier sónt Annette von Droste-Hülshoff, Franz Grillparzer, Wilhelm Hauff, Karl Leberecht Immermann, Nikolaus Lenau, Wilhelm Müller ("Müller el Grec"), Johann Nepomuk Nestroy, Ferdinand Raimund, Friedrich Rückert, Leopold Schefer i Eduard Mörike. La pura literatura del Biedermeier es troba, però, a les publicacions trivials, com ara els almanacs literaris. Cal no oblidar, per altra banda, que tant Stifter com Raimund se suïcidaren. És evident que en llur obra la mentalitat del Biedermeier no era més que una façana, que no tenia res a veure amb llur realitat interior.

## Pintura
En la pintura del Biedermeier dominen les escenes de gènere i els paisatges, però també els retrats. Els motius religiosos i històrics estan completament absents. L'estil és realista, i els quadres sovint s'acosten gairebé una reproducció fotogràfica. La inspiració ve de la pintura neerlandesa del segle xvii. El resultat obtingut és un pseudo-realisme que idealitza i «millora» un poc la realitat. La tècnica de l'aquarel·la va atènyer un elevat nivell. La litografia es va utilitzar cada vegada més per a il·lustrar els llibres. Cal esmentar entre els pintors Biedermeier a Moritz von Schwind, Friedrich Gauermann, Eduard Gärtner, Adolph von Menzel (obra de joventut), Ludwig Richter, Carl Spitzweg, Joseph Kriehuber i Ferdinand Georg Waldmüller. Richter va destacar sobretor com a il·lustrador, havent treballat en gairebé 150 llibres. En la pintura sobre cristall i porcellana, l'època està lligada als Hausmaler Samuel Mohn i Anton Kothgasser. L'objecte típic d'aquesta època és el got de record per als clients de balneari.

## Música
La música també va estar marcada pel gust burgès durant l'època Biedermeier. La música de saló va adquirir una gran importància. Un piano adornava gairebé cada sala d'estar. Se cercaven les peces de música de cambra. A totes les ciutats es van crear societats musicals i corals. Les editorials musicals van difondre les obres lleugeres i alegres dels compositors, perquè el gust dels clients en determinava la venda. Tot i això, mai no es componia exclusivament per als salons, no s'hi interpretaven més que arrajanments. La música de piano tenia com a referent a Robert Schumann, que no obstant no era un compositor Biedermeier. Durant un temps Franz Schubert també va ser classificat injustament en aquesta categoria. Més aviat cal esmentar a Ludwig Berger, Christian Heinrich Rinck o Leopold Schefer. Els lieder de Wilhelm Müller també eren molt populars.
L'època Biedermeier és també la del vals, del qual era el seu centre natural la ciutat de Viena. Va nàixer a partir dels Ländler, unes danses folklòriques. Les masses afluïen als balls, on les alegries exuberants estaven permeses. Els compositors i directors d'orquestra eren sovint considerats com a celebritats, sobretot Johann Strauss pare i Joseph Lanner.
Al ballet triomfava Fanny Elssler i a l'òpera Henriette Sontag i Jenny Lind.

## Una nova cultura burgesa
La burgesia va conrear la vida privada i familiar fins a un punt no igualat fins ara. Els senyals exteriors de prosperitat van passar a un segon pla, per darrere de la felicitat domèstica entre quatre murs, esdevenint la llar un lloc de retir. Virtuts burgeses com el zel, la probitat, la fidelitat, el sentit del deure, la modèstia, van ser elevades al rang de principis universals. La sala d'estar del Biedermeier és l'ancestre de la nostra actual sala d'estar, i l'expressió del confort domèstic va ser probablement introduïda en aquesta època. Les relacions socials van ser conreades en ambients restringits, en els cercles, a les taules dels habituals, a través de la música de saló, però també als cafès vienesos.
L'estructura familiar burgesa era patriarcal, l'home era el cap de la família, i la dona veia la seua esfera d'activitat limitada a la llar. El burgès benestant s'envoltava de criats; una cuinera, un cotxer, una governanta, per als nounats una nodrissa, i de vegades un preceptor. Els entreteniments femenins predominants eren els treballs manuals i el piano, que tota filla de burgès havia d'aprendre. Es va dedicar una atenció considerablement més important que abans a l'educació dels infants i les seues habitacions. Va aparèixer la moda infantil, que no era simplement còpia de la moda dels adults. La indústria dels joguets va conèixer un primer apogeu. Friedrich Fröbel va crear l'any 1840 a Bad Blankenburg el primer jardí d'infants.
A les cases de l'època Biedermeier és on la festa de Nadal va prendre la forma que coneixem avui dia, amb l'arbre de Nadal, els càntics i la distribució de regals.

### Teatre
El teatre va conèixer també un apogeu al temps del Biedermeier, però en lloc de la moralització s'hi cercava la distracció, i va haver-hi un gir vers els ideals de la Il·lustració. Els teatres nacionals esdevingueren de nou teatres de Cort, com a Berlín, on la programació venia determinada pel rei de Prússia. Els centres teatrals de l'època eren Viena i Berlín. Entre 1815 i 1830, va haver-hi 300 estrenes de comèdies al Berliner Schauspielhaus, però només 56 tragèdies. Les paròdies eren també molt apreciades pel públic, de les que no es van lliurar ni tan sols Goethe o Shakespeare.
Les peces de teatre i les òperes van patir la censura. A Àustria, els censors fins i tot estaven presents entre el públic a les representacions. Els autors tractaven la censura de diferents maneres: molts d'ells sotmetent-s'hi, com Raimund; Grillparzer, que també era funcionari, va escriure de vegades sense publicar, mentre que Nestroy va patir diverses denúncies, i fins i tot va purgar una pena de presó.

### Arquitectura i mobiliari

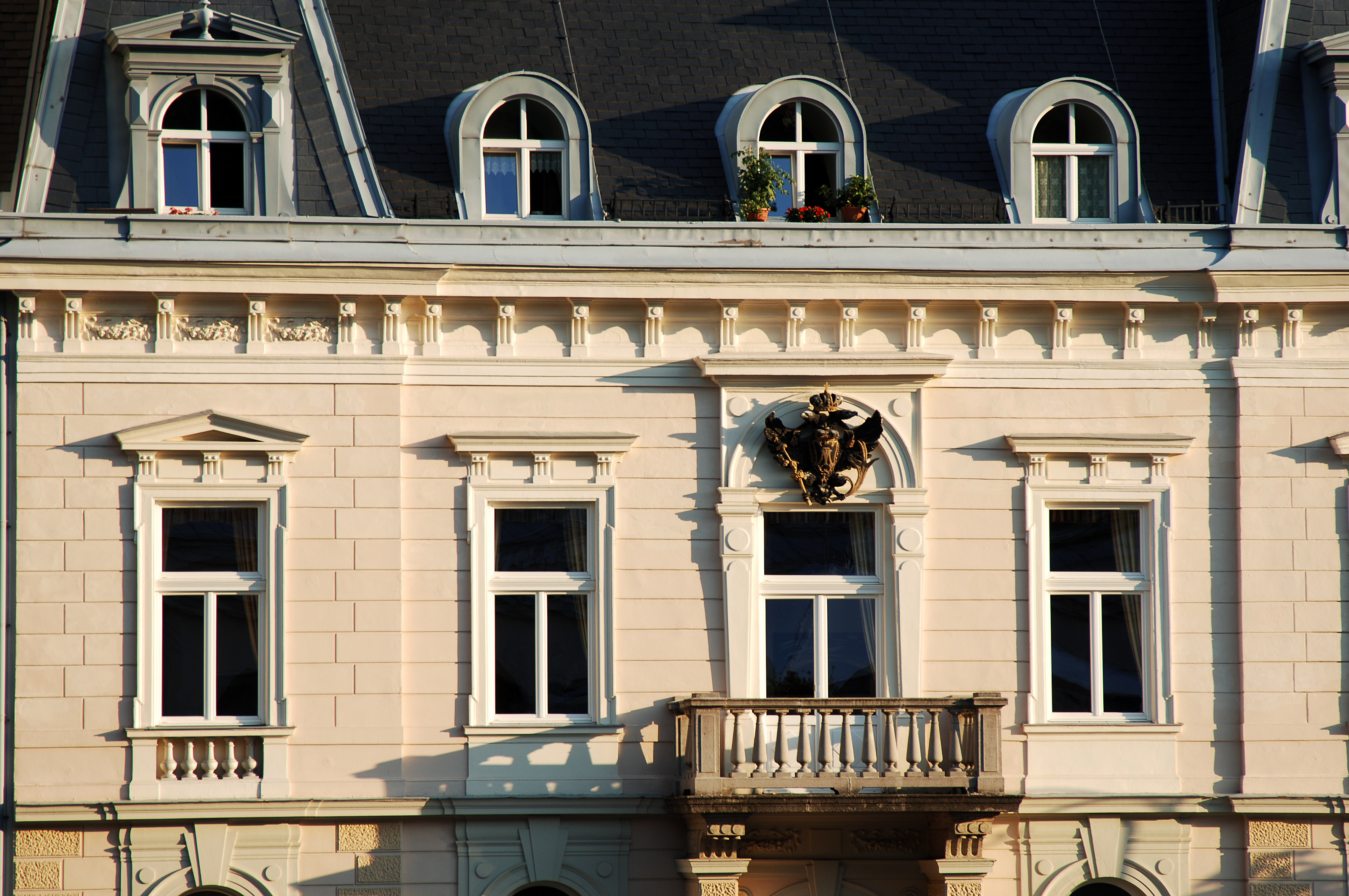
Façana Biedermeier a Baden, prop de Viena

El tret principal de l'arquitectura Biedermeier és un estil elegant però més aviat sobri, el que la converteix en una variant del Classicisme. Aquest estil impregna els edificis monumentals de l'època i la seua empremta és visible als barris burgesos. L'arquitecte més conegut de l'època va ser el berlinès Karl Friedrich Schinkel, però la seua obra se separa de l'estil Biedermeier. L'arquitecte Biedermeier més significatiu és segurament Joseph Kornhäusel, amb obres sobretot a Viena i a Baden, la residència estival dels emperadors austríacs, que va ser completament reconstruïda l'any 1812 després d'un incendi. Com Kornhäusel era molt conegut, va rebre també comandes dels nobles.
Els mobles Biedermeier no tenen un estil uniforme, però es distingeixen per una elegància discreta. No es dissenyaven amb vocació d'impressionar, sinó per contribuir a una sensació de confort, i sobretot havien de ser funcionals. Els primers mobles d'aquesta mena van ser creats a Viena, inspirant-se en el mobiliari anglès. En el procés de fabricació es donava un gran valor al treball artesanal. Les peces més típiques són les petites, com ara les còmodes, les escrivanies o les taules de costura. El fabricant de mobles Joseph Danhauser senior va marcar el nou art de l'hàbitat a Viena. També van gaudir d'èxit els mobles de fusta corbada (Bugholzmöbel) de Michael Thonet, originari de Boppard i instal·lat a Viena l'any 1842 per intervenció de la Cort Austríaca. Va dissenyar el mobiliari del Palau Lichtenstein de Viena.

### Moda
Després de l'estil Imperi (1795-1820), la moda del Biedermeier va ser més moderada, però també més incòmoda. A partir de 1835 es va marcar el cossatge, i els vestits amb estructura de balenes i les cotilles van esdevenir accessoris indumentaris indispensables en les classes superiors. A partir de 1820 les mànegues dels vestits van esdevenir tan voluminoses que fins i tot resultaven molestes per a tocar el piano. Hom les va qualificar de «mànegues en cuixa». Les formes s'obtenien gràcies a lús de cri de balena. Els teixits estampats eren molt apreciats: quadres, ratlles o flors. Per al vespre s'estilava portar seda lluent. El capell típic de l'època era la capota, un barret en forma de gorra. El calcer era pla, sense taló. El xal de caixmir i l'ombrel·la eren accessoris essencials. Els pentinats del Biedermeier van ser sobretot generosos, amb profusió de nusos i cintes. Més tard, després de 1835 els cabells van ser pentinats en monyo amb tirabussons caient als dos costats del cap.
La moda masculina del Biedermeier era gairebé tot menys confortable. El model d'elegància entre 1800 i 1830 era el dandy, el prototip del qual va ser l'anglès George Bryan Brummell. La indumentària masculina era molt ajustada, i molts homes van adoptar la faixa de tela. Les camises disposaven d'un coll separat, anomenat «paràsit», que lligava el coll. A més, el pantaló llarg va ser portat només a partir de 1815, així com l'armilla ratllada o de flors, la levita o el frac. El capell era alt. Els accessoris indispensables eren la corbata artísticament nugada, el bastó, els guants i el rellotge de butxaca, i de vegades el monocle. A partir de 1820, les patilles, la barbeta i el mostatxo van deixar de ser considerats signes revolucionaris, al contrari, la barba sencera va començar a ser un símbol liberal. Les patilles llargues eren molt comunes.